# Mobile Virtual Network Enabler
Unter einem Mobile Virtual Network Enabler (MVNE) versteht man einen Anbieter von Infrastruktur (Netzelementen), mittels der Mobilfunkanbieter ohne eigenes Netz Mobilfunkdienste für Teilnehmer anbieten können.
Das bedeutet, MVNEs übernehmen den Netzbetrieb für Anbieter, die nicht über eine eigene technische Funk-Sendelizenz verfügen. Der MVNE nutzt das Mobilfunknetz eines großen Anbieters (MNO) für sein Mobilfunkangebot und vermarktet seine Dienstleistungen über sogenannte Branded Retailer, Reseller oder MVNOs.
Neben der Infrastruktur bieten die meisten MVNEs weitere Services an, die zwar notwendig sind, aber nicht zu den Kernkompetenzen der MVNOs gehören. Dazu gehören zum Beispiel Customer-Relationship-Management (CRM), Supply-Chain-Management (SCM), Monitoring oder IT-Services/-Integration sowie Forderungsmanagement.
Branded Retailer sind Unternehmen, die auf der Basis ihrer bestehenden Kundenbeziehungen in das Mobilfunkgeschäft einsteigen und ihr Portfolio um Mobilfunkprodukte und darauf basierende Mehrwertdienste (beispielsweise Kundenbindungsprogramme, Prämienaktionen, Gewinnspiele oder Produktinformationen) erweitern wollen (Querverkauf).
Zu den durch MVNEs bereitgestellten Dienstleistungen zählen etwa der Betrieb von Home Location Registers (HLRs), Mobile Switching Centers (MSCs), des Verbindungsnetzes und der Abrechnungssysteme, Server für WAP, SMS, MMS, mobiles Internet und Mobilboxen sowie die Netzzusammenschaltung. Je nach MVNE werden die verschiedenen Netzelemente selbst unterhalten oder es wird die bestehende Infrastruktur der Netzbetreiber in Anspruch genommen.
Unterscheidungsmerkmal zwischen Netzbetreibern und MVNEs ist der Betrieb von eigenen Mobilfunk-Sendeanlagen durch die Netzbetreiber, während die MVNEs die Sendeanlagen der Netzbetreiber mitnutzen. Mobilfunknetzbetreiber verkaufen ihre Dienstleistungen üblicherweise sowohl an Großhandelskunden als auch an Endkunden, während MVNEs ihre Dienste ausschließlich virtuellen Netzbetreibern (den MVNOs) zur Verfügung stellen.
In Deutschland trat 2005 die Materna mit ihrer Tochter vistream (später Telogic und zuletzt Limitless Mobile) als erster MVNE in Erscheinung. Seit 2006 ist auch Moconta, ein Gemeinschaftsunternehmen von Vodafone und der Bertelsmann-Tochter Arvato, in diesem Bereich tätig, wobei Moconta nahezu vollständig auf die bestehende Netzinfrastruktur von Vodafone zurückgreift und sich selbst als Mobile White Label Service Provider bezeichnet. 2007 trat zudem die Firma mvneco, ein Tochterunternehmen der Ecotel, auf dem Markt als MVNE auf.  Auch die in Hamburg ansässige Speach agierte bis August 2008 als Partner von United Mobile als MVNE. Nach der Insolvenz von Telogic im Jahr 2012 gründete Sipgate als neuen MVNE das Tochterunternehmen Sipgate Wireless.